# Oecetis ochracea
Oecetis ochracea är en nattsländeart som först beskrevs av Curtis 1825.  Oecetis ochracea ingår i släktet Oecetis och familjen långhornssländor. Arten är reproducerande i Sverige. Inga underarter finns listade i Catalogue of Life.

## Bildgalleri

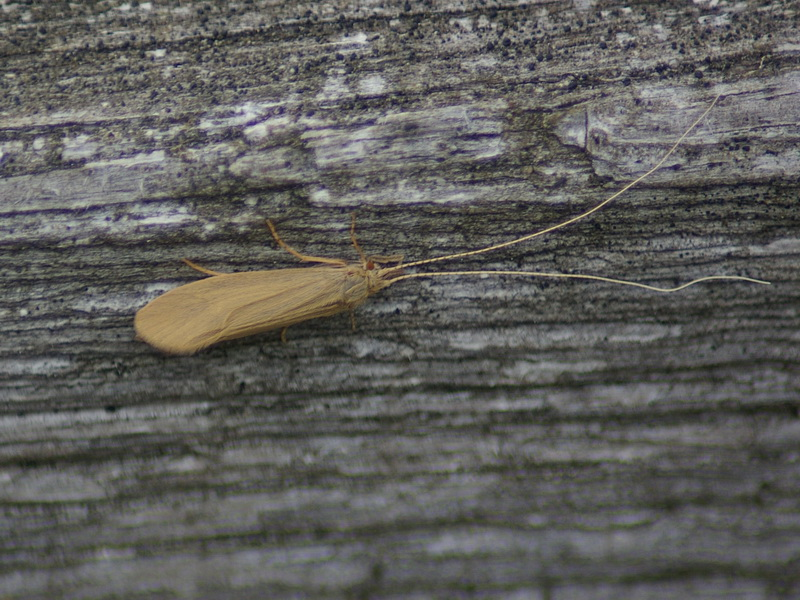
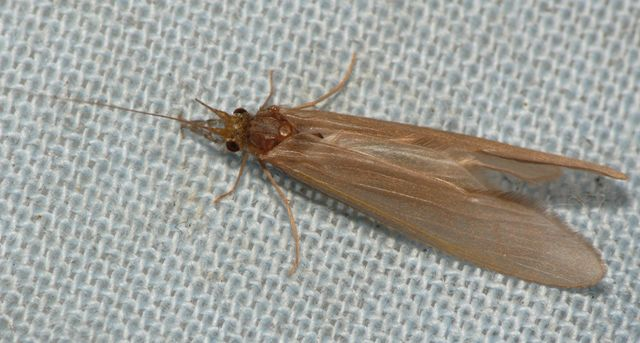
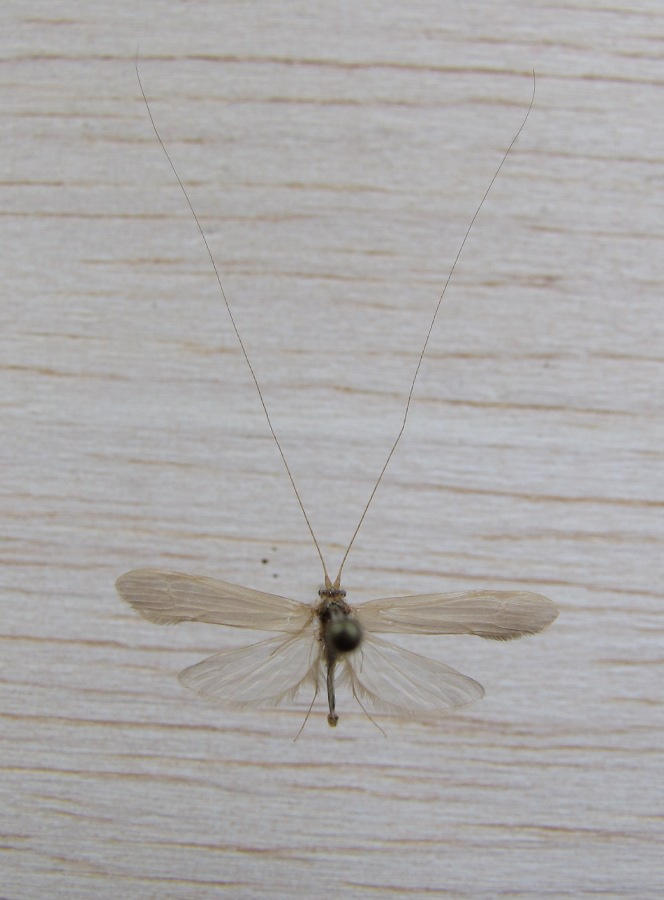